# Daba (peuple)
Pour les articles homonymes, voir Daba.
Les Daba sont un peuple d'Afrique occidentale et centrale établi principalement au nord du Cameroun et dans l'état de l'Adamawa au Nigeria. Ce peuple se retrouve dans les régions du Nord et de l'Extrême-Nord du Cameroun. Ils sont originaires des départements suivants : Mayo-Louti, Diamaré, Mayo-Tsanaga et Bénoué. Les Daba connaissent plusieurs groupes : Daba indépendants, Mousgoy, Kola, etc. On distingue les Daba de la plaine et ceux des montagnes.

## Ethnonymie
Selon les sources, on observe peu de variantes : Dabba.

## Langue
Les Daba parle le daba, langue chamito-sémitique ou afro-asiatique. Le nombre total de locuteurs est estimé à 25 000, dont 24 000 au Cameroun (2007) et 1 000 au Nigeria (1992).